# Hinduismo en Afganistán

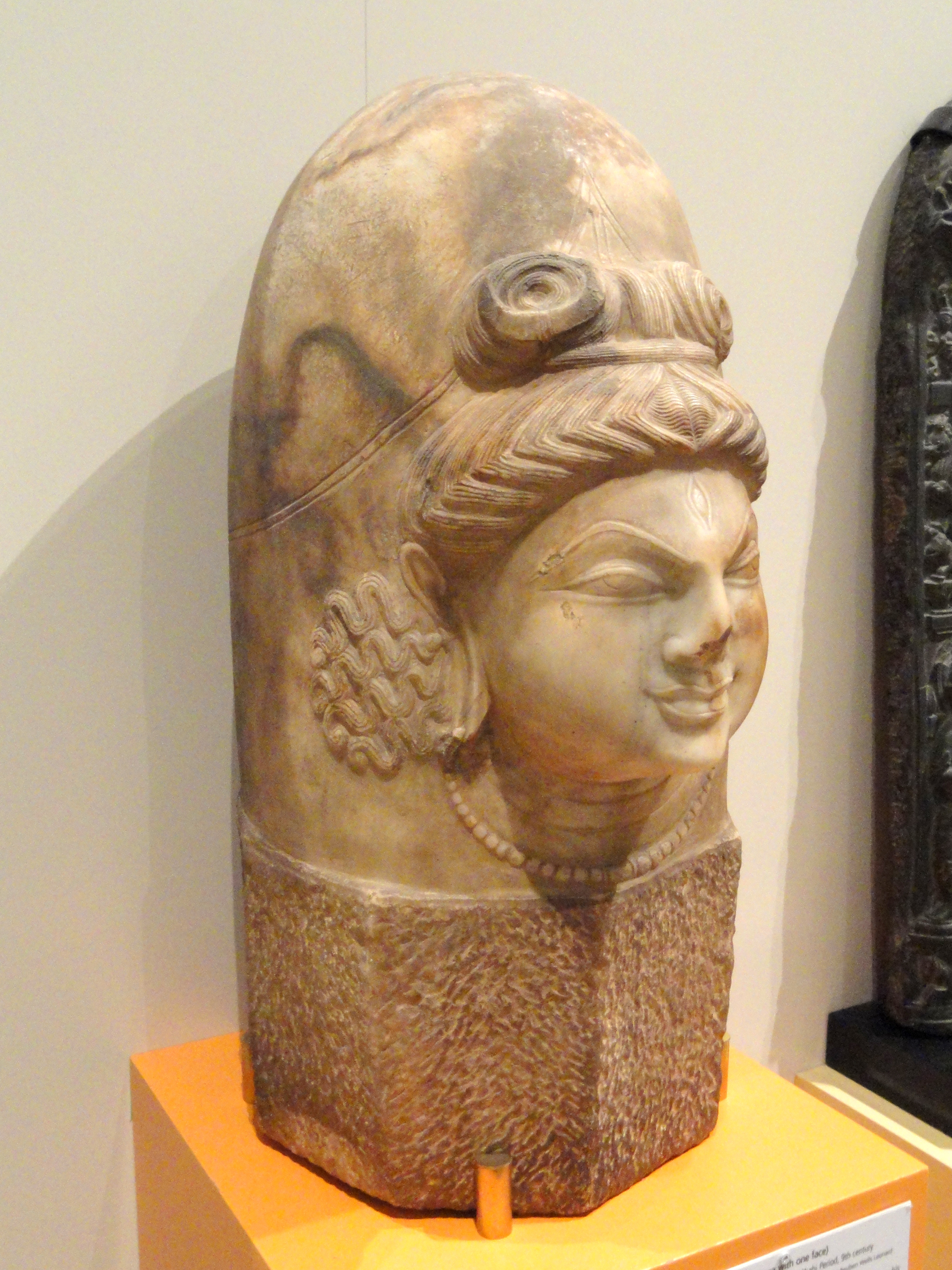
Eka mukhalinga (Shiva linga con una cara), Afganistán

El hinduismo en Afganistán es practicado por una pequeña minoría de afganos, se cree que son unas 50 personas que viven principalmente en las ciudades de Ghazni, Kabul y Jalalabad.
Antes de la conquista islámica de Afganistán, el pueblo afgano era multirreligioso.
La persecución religiosa, la discriminación y la conversión forzada de hindúes han provocado que la población hindú, además de otras religiones como la budista y sij disminuyan en Afganistán.
Para julio de 2020, todavía los sij e hindúes continúan huyendo de Afganistán.

## Historia

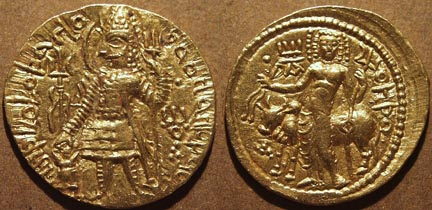
Dinar de oro del rey Kanishka II de Kushan con Lord Shiva (200-220 d. C.)

No hay información confiable sobre cuándo comenzó el Hinduismo en Afganistán, pero los historiadores sugieren que el territorio al sur del Hindu Kush puede haber estado conectado culturalmente con la Civilización del valle del Indo (5500-2000 a. C.) en tiempos antiguos. Al mismo tiempo, la mayoría de los historiadores sostienen que Afganistán fue habitado por antiguos  Arianos seguidos por el  Aqueménida antes de la llegada de Alejandro el Grande y su ejército  Griego en 330 a. C.. Se convirtió en parte del Imperio seléucida después de la partida de Alejandro tres años después. En el 305 a. C., el Imperio seléucida perdió el control del territorio al sur de la Hindú Kush ante el emperador indio "Sandrocottus" como resultado de la Guerra Seleuco-Maurya. 

Alejandro se los quitó a los  arrianos y estableció asentamientos propios, pero Seleuco I Nicátor se los dio a  Sandrocottus ( Chandragupta), sobre los términos de los matrimonios mixtos y de recibir a cambio 500 elefantes.
Estrabón64 a.C. – 24 d.C.

Cuando los viajeros chinos, Fa Xian, Song Yun y Xuanzang exploraron Afganistán entre los siglos V y VII d. C., escribieron numerosos  diarios de viajes en los que se encontraba información confiable sobre Afganistán que fueron guardados. Afirmaron que el budismo se practicaba en diferentes partes entre el Amu Darya (río Oxus) en el norte y el río Indo. Sin embargo, no mencionaron mucho sobre el hinduismo, aunque Song Yun afirmó que los gobernantes heftalitas no reconocían el budismo, pero "predicaban pseudo dioses y mataban animales para su carne".

### Kabul Shahi y dinastía Zunbil

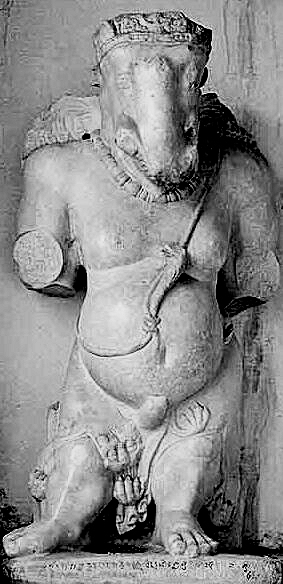
Un mármol del siglo V Ganesha encontrado en Gardez, Afganistán, ahora en Dargah Pir Rattan Nath, Kabul. La inscripción dice que esta "gran y hermosa imagen de Mahāvināyaka" fue consagrada por el Hindu Shahi Rey "Khingala".

Antes de la conquista islámica de Afganistán, el territorio eran asentamientos religiosos del Zoroastrismo, Zunbil, Hinduismo y Budismo. Fue habitado por varios pueblos, incluyendo  Persas,  Khalaj, turcos, y tayikos y pastunes. Partes del territorio al sur de Hindu kush fueron gobernadas por los Zunbiles,  descendientes del sur - Heftalita. Las partes orientales ("Kabulistan") estaban controladas por los Kabul Shahis. Los Zunbil y Kabul Shahis estaban conectados con el subcontinente indio a través del budismo común y las religiones "Zun". Los reyes de Zunbil adoraban a un  dios del sol con el nombre de "Zun", de donde derivaban su nombre. André Wink escribe que "el culto de Zun era principalmente hindú, no budista o zoroastriano", sin embargo, todavía menciona que tienen paralelismos con el budismo tibetano y el zoroastrismo en sus rituales.
En 653-654 d. C., Abdur Rahman bin Samara junto con 6.000 árabes musulmanes penetraron en el territorio Zunbil y se dirigieron al santuario de "Zun" en Zamindawar, que se creía que se encontraba a unas tres millas al sur de Musa Qala en la actual Provincia de Helmand. El General del ejército árabe "rompió una mano del ídolo y sacó los  rubíes que eran sus ojos para persuadir al Marzbān de Sīstān de la inutilidad del dios".
Kabul Shahi gobernó al norte del territorio de Zunbil, que incluía Kabulistan (una histórica región ubicada en la actual Provincia de Kabul) y Gandhara. Los árabes llegaron a Kabul con el mensaje del Islam, pero no pudieron gobernar por mucho tiempo. Los Kabul Shahis decidieron construir un muro gigante alrededor de la ciudad para evitar más invasiones árabes, este muro todavía es visible hoy.
Willem Vogelsang en su libro de 2002 escribe: "Durante los siglos VIII y IX d. C., los territorios orientales del Afganistán moderno todavía estaban en manos de gobernantes no musulmanes. Los musulmanes tendían a considerarlos como indios (hindúes), aunque muchos de los gobernantes y personas eran aparentemente de ascendencia húnica o turca. Sin embargo, los musulmanes tenían razón en la medida en que la población no musulmana del este de Afganistán estaba vinculada culturalmente al subcontinente indio. La mayoría de ellos eran hindúes o budistas". En 870 d. C. los Saffarids (dinastía Saffarid) de Zaranj conquistó la mayor parte de Afganistán, estableciendo gobernadores musulmanes en toda la tierra. Se informa que musulmanes y no musulmanes todavía vivían uno al lado del otro antes de la llegada de los Ghaznavids en el siglo X.

"Kábul tiene un castillo famoso por su fortaleza, accesible solo por un camino. En él hay musulmanes, y tiene una ciudad, en la que hay infieles indostanos."
Al-Istajri921 d.C.

La primera mención confirmada de un "hindú" en Afganistán aparece en el 982 d. C. Hudud al-Alam, donde se habla de un rey en "Ninhar" (Nangarhar) , quien muestra una demostración pública de conversión al Islam, a pesar de que tenía más de 30 esposas, que se describen como esposas "musulmanas, afganas e hindúes". Estos nombres se utilizaron a menudo como términos geográficos. Por ejemplo,  Hindú  (o Indostán) se ha utilizado históricamente como un término geográfico para describir a alguien que era nativo de la región conocida como Hindustan (subcontinente indio) y  afgano  como alguien que era nativo de una región llamada   Afganistán.
Martin Ewans en su libro de 2002 escribe: "Incluso entonces, una dinastía hindú, los shahis hindúes, dominaban Gandhara y las fronteras orientales. Desde el siglo X en adelante, a medida que la lengua y la cultura persa continuaron expandiéndose a Afganistán, el foco del poder se trasladó a Ghazni, donde una dinastía turca, que comenzó gobernando la ciudad para la dinastía samaní de Bukhara, procedió a crear un imperio propio. El más grande de los Ghaznavids fue Mahmud de Ghazni que gobernó entre 998 y 1030. Expulsó a los hindúes de Ghandhara, hizo no menos de 17 incursiones en la India. Alentó las conversiones masivas al Islam, tanto en Pakistán como en Afganistán".
Cuando el Sultán Mahmud de Ghazni comenzó a cruzar el río Indo hacia el Indostán (tierra de los hindúes) en el siglo X, los musulmanes Ghaznavid comenzaron a traer esclavos hindúes a lo que ahora es Afganistán.  Al-Idirisi testifica que hasta el siglo XII, se realizó un contrato de investidura para cada rey Shahi en Kabul y que aquí se vio obligado a aceptar ciertas condiciones antiguas que completaban el contrato. Las incursiones militares de Ghaznavid aseguraron el dominio del Islam sunita en lo que ahora es Afganistán y Pakistán. Varias fuentes históricas como Martin Ewans, E.J. Brill y Farishta han registrado la introducción del Islam a Kabul y otras partes de Afganistán a las conquistas de Mahmud:

Los árabes avanzaron a través de Sistan y conquistaron Sindh a principios del siglo VIII. En otros lugares, sin embargo, sus incursiones no fueron más que temporales, y no fue hasta el surgimiento de la dinastía Saffarid en el siglo IX que las fronteras del Islam alcanzaron efectivamente Ghazni y Kabul. Incluso entonces, una dinastía hindú los  Hindushahis, sostuvo Gandhara y las fronteras orientales. Desde el siglo X en adelante, a medida que la lengua y la cultura persa continuaron extendiéndose por Afganistán, el foco del poder se trasladó a  Ghazni, donde procedió una dinastía turca, que comenzó gobernando la ciudad para la dinastía samaní de Bokhara. para crear un imperio por derecho propio. El mayor de los Ghaznavids fue Muhmad, que gobernó entre 998 y 1030. Expulsó a los hindúes de Gandhara, realizó no menos de diecisiete incursiones en el noroeste de la India y logró conquistar territorios que se extendían desde el Mar Caspio hasta Varanasi. Bokhara y Samarcanda también estuvieron bajo su gobierno. Fomentó las conversiones masivas al Islam, tanto de indios como de afganos, saqueó templos hindúes y se llevó un botín inmenso, ganando para sí mismo, según el punto de vista del observador, los títulos de 'Rompe imágenes' o 'flagelo de la India.'.

Mahmud usó su riqueza saqueada para financiar sus ejércitos, que incluían mercenarios. Los soldados indios, presumiblemente hindúes, que eran uno de los componentes del ejército con su comandante llamado "Ispahsalar - i-Hinduwan" vivían en su barrio de Ghazna practicando su propia religión. Los soldados indios al mando de su comandante Suvendhray permanecieron leales a Mahmud. También fueron utilizados contra un rebelde turco, con el comando dado a un hindú llamado Tilak según Abul-Fadl Bayhaqi.
En su guerra contra Peshawar y Waihind los Utub, Mahmud adquirió 500.000 esclavos que incluían niños y niñas. Los hombres fueron vendidos como esclavos incluso a los comerciantes comunes. La cantidad de esclavos capturados en Nardin se desplomó en su precio e incluso los comerciantes comunes compraron esclavos masculinos. Después de asaltar Thanesar, adquirió 200.000 esclavos.
El renombrado erudito musulmán marroquí del siglo XIV Ibn Battuta comentó que el Hindu Kush significaba el "asesino de los indios", porque los esclavos traídos del  India que tenían que pasar por allí murieron en gran número debido al frío extremo y la cantidad de nieve.
El Imperio Ghaznavid se expandió aún más por la Dinastía gúrida. Durante la Dinastía Khilji, también hubo libre movimiento entre personas de India y Afganistán. Continuó de esta manera hasta el Imperio Mughal seguido por el  Suri y el Durranis.

### Período moderno
Los principales grupos étnicos en Afganistán que practican el hinduismo en la actualidad son los punjabis y sindhis que se cree que llegaron junto con el  sij de Afganistán como comerciantes en el siglo XIX. Hasta el colapso de la República Democrática de Afganistán, había varios miles de hindúes viviendo en el país, pero hoy en día su número es solo de unos 1.000. La mayoría de los demás emigraron a la India, la Unión Europea, Norteamérica o en cualquier otro lugar.
Los hindúes afganos y los sij afganos a menudo comparten lugares de culto. Junto con los sijs, todos se conocen colectivamente como "Hindki" (término utilizado originalmente por los pastunes para denotar a las personas o comunidades de origen indio con las que han estado en contacto) La demografía lingüística entre la comunidad hindú es diversa y generalmente sigue orígenes regionales: los que provienen de Punjab generalmente hablan  Punjabi, los sindhis hablan  sindhi y los dialectos del norte y del sur de Hindko. La comunidad hindú local en Afganistán se basa principalmente en la ciudad de Kabul. La loya jirga de 2002 tenía dos asientos reservados para hindúes. y el exasesor económico del Presidente de Afganistán Hamid Karzai era un hindú afgano.
Durante el régimen talibán) de 1996 a finales de 2001, los hindúes se vieron obligados a usar insignias amarillas en público para identificarse como no musulmanes para no ser castigados por no ir a las mezquitas durante los tiempos de oración. Las mujeres hindúes fueron obligadas a usar burka, aparentemente una medida para "protegerlas" del acoso. Esto era parte del plan de los talibanes para segregar las comunidades "no islámicas" e "idólatras" de las islámicas. El decreto fue condenado por los gobiernos de India y Estados Unidos como una violación de la libertad religiosa. En Bhopal, India, estallaron protestas generalizadas contra el régimen talibán. En los Estados Unidos, Abraham Foxman, presidente de la Liga Antidifamación, comparó el decreto con las prácticas de la Alemania nazi, donde los judíos debían llevar etiquetas de identificación ellos como tales. Varios legisladores influyentes de Estados Unidos lucieron insignias amarillas con la inscripción "Soy hindú", en el piso del Senado durante el debate como muestra de su solidaridad con la minoría hindú en Afganistán.
El analista indio Rahul Banerjee dijo que esta no es la primera vez que se señala a los hindúes por la opresión patrocinada por el estado en Afganistán. La violencia contra los hindúes ha provocado un rápido agotamiento de la población hindú a lo largo de los años. Desde la década de los 90, muchos hindúes afganos han huido del país, buscando asilo en países como India, Alemania y Estados Unidos.
En julio de 2013, el parlamento afgano se negó a reservar escaños para el grupo minoritario ya que se votó en contra de un proyecto de ley que reservaba escaños para el mencionado grupo. El proyecto de ley del entonces presidente Hamid Karzai tenía a los pueblos tribales y las "mujeres" como "grupos vulnerables" que obtuvieron reservas, pero no las minorías religiosas según el artículo de igualdad religiosa de la constitución.

## Antiguos templos hindúes
| Lugar              | Descripción                               | Mas Información       |
| ------------------ | ----------------------------------------- | --------------------- |
| Templo de Sakawand | Provincia de Logar                        |                       |
| Polusha            | Bhima Devi (Durga) y templo de Maheshvera | Visitado por Xuanzang |